# Hedegaard
Расмус Хедегор (дат. Rasmus Hedegaard Sørensen; род. 25 июля 1988, Раннерс) или просто Hedegaard — датский диджей и музыкальный продюсер. Он подписал контракт с Copenhagen Records. Наиболее известен ремиксом на песню Dr. Dre «The Next Episode» и за его сингл «Happy Home», который стал 3 раза платиновым в Дании и Норвегии и платиновым Швеции.

## Карьера
В течение нескольких лет Hedegaard готовился к сотрудничеству с другими музыкантами и группами. Среди них L.O.C., Selvmord, Kato, Lukas Graham, Keshi и Suspekt. Его ремикс «Twerk It Like Miley (Hedegaard Remix)» с Брендоном Билом и Кристофером. Его неофициальный ремикс Снуп Догг и Dr. Dres их хит «The Next Episode», благодаря которому Hedegaard стал известен по всей Европе. Клип имеет более 40 миллионов просмотров на YouTube. Он также делал ремиксы для 50 Cent, Macklemore, Басто, Лудакриса, Stromae, Эминема и Рианны. В 2012 году Hedegaard начал выпускать свои песни, а летом 2013 года он выпустил сингл «Kysset Med Medina». В 2014 году Hedegaard выпустил сингл «Happy Home», с участием Лукаса Грэм Фокамера. Песня играла на датской радиостанции Р3 и был высатвлен в ротации на нескольких других радиостанциях. По продажам сингл занял # 1 в течение нескольких недель в Дании и в настоящее время копий сингла было продано около 31 миллионов. После выступления на норвежском ток — шоу «Senkveld med Thomas og Harald», он стал # 1 на норвежском Itunes и были выданы 3x платиновых сертификаций по продажам в Норвегии. В 2014 году Hedegaard выиграл датский Grammy в номинации «Продюсер года» за хит «Happy Home» в датской Music Awards 2014. В 2015 году он выиграл награду за «Лучшую Песню года» на «Carl Prisen» и «Twerk It Like Miley» с Брендоном Билом выиграл 3 награды на датском Dj Awards. В 2014 году он выпускает сингл «Twerk It Like Miley» с участием Брендона Била и датского певца Кристофера, сингл набрал 53 миллиона просмотров на Spotify, стояла на первом месте в некоторых азиатских странах. Сингл получил 3 награды на Детской «DeeJay Awards 2015» и стал 3x платиновым золотым в Филиппинах, Тайване и в Таиланде. В 2017 году был выпущен сингл «That’s Me», копии сингла продали 20 тысяч экземпляров на «Spotiy». Австралийский певец и автор песен Хейли Уорнер исполнил песню, и весной 2017 Hedegaard Уорнер встретились в Лос-Анджелесе где они совместно записали сингл «Go Back». В 2016 году Hedegaard получил премию «Продюсер года» в Club Awards а также «Приз зрительских симпатий» на DeeJay. Только недавно он получил награду DeeJay 2017 за ремикс года на песню «Slim Igen».

## Дискография

### Синглы
| Год                                                                            | Название сингла                                      | Позиции в диаграмме | Позиции в диаграмме | Позиции в диаграмме | Сертификаты                                                                                                 |
| Год                                                                            | Название сингла                                      | DEN                 | SWE                 | NOR                 | Сертификаты                                                                                                 |
| ------------------------------------------------------------------------------ | ---------------------------------------------------- | ------------------- | ------------------- | ------------------- | --- |
| 2010                                                                           | «Money» (feat. Brandon Beal)                         | —                   | —                   | —                   | |
| 2012                                                                           | «Scary Christmas»                                    | —                   | —                   | —                   | |
| 2013                                                                           | «Too Drunk»                                          | —                   | —                   | —                   | |
| 2013                                                                           | «Busy»                                               | —                   | —                   | —                   | |
| 2013                                                                           | «Kysset Med Medina» (feat. Oliver Kesi)              | 25                  | —                   | —                   | - Gold (streaming)                                                                                          |
| 2013                                                                           | «The Blow Anthem»                                    | —                   | —                   | —                   | |
| 2014                                                                           | «Happy Home» (feat. Lukas Graham)                    | 1                   | 40                  | 4                   | - 3× Platinum (streaming DK) - 3× Platinum (streaming NZ) - 1× Platinum (streaming SE) - Gold (download DK) |
| 2014                                                                           | «Twerk It Like Miley» (Brandon Beal ft Christopher)  | 1                   | —                   | —                   | - 2× Platinum (streaming) - Gold (download)                                                                 |
| 2014                                                                           | «Make You Proud»                                     | 21                  | —                   | —                   | |
| 2015                                                                           | «Shake The Ground» (feat. Brandon Beal & Bekuh Boom) | —                   | —                   | —                   | |
| 2015                                                                           | «Smile & Wave» (feat. Brandon Beal)                  | 12                  | —                   | —                   | Platinum |
| 2015                                                                           | «Happy Home (feat. Lukas Graham) [Sam Feldt Remix]   | —                   | —                   | —                   | |
| 2016                                                                           | „Going Home“ (feat. Patrick Dorgan & Nabiha)         | —                   | —                   | —                   | |
| 2016                                                                           | „Keep Dreaming“ (feat. Stine Bramsen)                | —                   | —                   | —                   | |
| 2016                                                                           | „Keep Dreaming (Club Edit)“ (feat. Stine Bramsen)    | —                   | —                   | —                   | |
| 2017                                                                           | „That’s Me“                                          | 34                  | —                   | —                   | |
| »—"означает запись, которая не намечать или не был выпущен на этой территории. |                                                      |                     |                     |                     | |

### Ремиксы
- 50 Cent — P.I.M.P. (Hedegaard Remix)
- Jimilian feat. Ceci Luca — Slem Igen (Hedegaard Remix)
- 50 Cent — Disco Inferno (Hedegaard Remix)
- Brandon Beal ft. Christopher — Twerk It Like Miley (Hedegaard Remix)
- Christopher ft. Brandon Beal — CPH Girls (Hedegaard Remix)
- Kesi — Søvnløs (Hedegaard Remix)
- Hedegaard ft. Lukas Graham — Happy Home (Club Edit)
- Eminem ft. Rihanna — The Monster (Hedegaard Remix)
- Eminem ft. Nate Dogg — Shake That (Hedegaard & Matt Hawk Remix)
- Macklemore — Thrift Shop (Hedegaard Remix)
- Ludacris — Move Bitch (Hedegaard Remix)
- Lukas Graham — Ordinary Things (Hedegaard Remix)
- Dr. Dre — The Next Episode ft. Snoop Dogg, Kurupt, Nate Dogg (Hedegaard Remix)
- 50 Cent — In Da Club (Hedegaard Remix)

## Награды и номинации
| Год  | Награда              | Категория                           | Кондидаты             | Результат |
| ---- | -------------------- | ----------------------------------- | --------------------- | --------- |
| 2014 | Danish Music Awards  | Danish Producer of the Year         | Hedegaard             | Победа    |
| 2015 | Carl Prisen          | Most Played Song of the Year        | «Happy Home»          | Победа    |
| 2015 | Danish DeeJay Awards | Danish Urban Release of the Year    | «Twerk It Like Miley» | Победа    |
| 2015 | Danish DeeJay Awards | Dancechart.dk Award                 | «Twerk It Like Miley» | Победа    |
| 2015 | Danish DeeJay Awards | Danish DeeJay Favourite of the Year | «Twerk It Like Miley» | Победа    |
| 2016 | Danish DeeJay Awards | People’s Choice Award               | Hedegaard             | Победа    |
| 2016 | Club Awards          | Danish Producer of the Year         | Hedegaard             | Победа    |